# Cárdenas (Uribante)
Pour les articles homonymes, voir Cárdenas.
Cárdenas est l'une des quatre paroisses civiles de la municipalité d'Uribante dans l'État de Táchira au Venezuela. Sa capitale est La Fundación.